# Fissidentalium magnificum
Fissidentalium magnificum är en blötdjursart som först beskrevs av E.A. Smith 1896.  Fissidentalium magnificum ingår i släktet Fissidentalium och familjen Dentaliidae. Inga underarter finns listade i Catalogue of Life.